# Henri Mettrier
Pour les articles homonymes, voir Mettrier.
Henri Mettrier, né à Langres le 24 novembre 1874 à Langres et mort le 1er mars 1949 à Coiffy-le-Bas, est un historien de la géographie et un alpiniste français qui a effectué la première ascension du mont Blanc par une arête de la face Est qui a conservé son nom : l'arête Mettrier.

## Biographie
Issu d'une ancienne famille notable de Langres, il est le second fils d'Alfred Mettrier, juge et historien local, et de Berthe Breton. Après des études au Lycée de la ville, il fréquente la faculté de droit et soutient en 1901 une thèse d'histoire du droit et des institutions sur « L'impôt et la milice dans Jean-Jacques Rousseau et l'Abbé de Mably ».
Son frère, Maurice Mettrier (1864-1939), ancien élève de polytechnique et ingénieur des mines, a publié des recherches de géologies sur les Pyrénées. Sa sœur Marthe (1868-1910) mariée en 1887 à Dominique de Gentile (1863-19544) est la belle-mère de Pierre de Lescure (1891-1963), fondateur des Éditions de Minuit.

## L'historien et le géographe
Il est l'auteur de nombreuses recherches et publications sur des sujets originaux, disséminées dans des revues scientifiques. Il fut conservateur adjoint du Musée d'art et d'histoire de Langres.

## L'alpiniste

### Ascension du mont Blanc par la face Est nommée depuis arête Mettrier
« Il restait encore à parcourir l'arête Est, celle qui forme le bord extrême Nord-Est de la face gravie par A. Messimy. C'est ce que fit Henri Mettrier, avec les guides Jean-Marie et Auguste Blanc, le 30 juillet 1904. La caravane, partie à minuit trente-cinq des Granges Martin, traversa le glacier de la Savine et remonta ensuite l'arête, qui sépare ce glacier de celui Sud de la Gurra, jusqu'à son extrémité. Elle gravissait ce dernier glacier en se dirigeant vers l'arête Est, qu'elle atteignit par un couloir dans la face Sud de cette arête. Les grimpeurs remontèrent entièrement l'arête qui, s'effaçant de plus en plus, aboutit au faîte de la montagne à quatre minutes au Sud du sommet. »

### Ascension du mont Pourri
« L'exploration du Mont Pourri pouvait dès lors être considérée comme achevée. Elle s'était échelonnée sur une période de quarante‑trois années. Et voyez comme cette exploration semble avoir été régie tout entière par une loi harmonieuse : L'histoire alpine du Mont Pourri fut ouverte par le meilleur guide français de la période héroïque, celui dont le Cervin allait, cinq ans plus tard, immortaliser le nom, ainsi que par l'alpiniste anglais qui doit être considéré comme le véritable pionnier étranger des Alpes savoyardes. Et il était bien dû à Henri Mettrier, qui a tant, et si heureusement, résolu de problèmes dans ces Alpes, qui continue à les parcourir avec la même méthode et avec une passion sans cesse accrue, d'écrire ce qui, à l'heure actuelle, constitue la dernière page de cette belle histoire. »

## Distinctions
- Chevalier de la Légion d'honneur (30 janvier 1937)

## Publications (sélection)
- L'impôt et la milice dans Jean-Jacques Rousseau et l'Abbé de Mably, thèse, 1901
- Les mémoires de La Blottière et de Rousse, 1905
- « Relation d'un voyage de Albert de Haller dans l'Oberland benois en 1731, publié avec une introduction et de notes », 1906, Langres, imprimerie Martin-Berret, in-8°. XII-89 p.
- Pierre d'Avity et les Alpes, 1907, Langres, Imprimerie Martin-Berret.
- « L'Aiguille du Saint-esprit », in La Montagne, 1927, p. 64-72,
- Le Mont-Blanc vu de Dijon au XVIe siècle, 1911
- « Les Cartes de Savoie au  XVIe siècle », dans Bulletin de Géographie historique et descriptive, 1917, tome JCXXI.
- La carte de Boileau de Bouillon (1556) et les cartes de Savoie au XVIe siècle, 1919
- Une commune rurale de la Haute-Marne en l'an III de la République, 1910
- « Le Mont-Blanc d'après les Chemins de France de Charles Estienne, Paris, 1552 », in Bulletin de géographie historique et descriptive no 1-2, 1911
- « Le Mont-Blanc dans la géographie administrative de la France », 1912
- La formation du département de la Haute-Marne en 1790. Étude de géographie politique. Ouvrage publié avec le concours de la Société Historique et Archéologique de Langres. Langres, imprimerie Audriot et Moissonier, in-8°. XXVIII-390 p.
- Un plan de division régionale de la France en 1790, Paris, Imprimerie Nationale, 1923, in-8°, 56 p. (Extrait du Bulletin de la Section de géographie, 1922)
- « Contribution à l'histoire des cartes de Savoie au XVIIe siècle : la carte Sabaudia Ducatus », in Bulletin de la Section de Géographie, I. L. 1935, p. 80
- « Une grande figure d'alpiniste et d'historien, W.-A.-B. Coolidge », in Bulletin de la section de géographie du Comité des travaux historiques, 1929
- « Note sur la recherche des noms de lieux et l'établissement de la nomenclature cartographique dans une région montagneuse de la France (Maurienne, Tarentaise) », in Revue savoisienne, 1935, 47 pages[5]